# Семенівка (Криничанська селищна громада)
Семе́нівка — село у Криничанській селищній громаді Кам'янського району Дніпропетровської області.
Колишній центр Семенівської сільської ради. Населення — 1 303 мешканець.

## Розташування
Семенівка розташована в центральній частині області в межах Придніпровської височини на відстані 15 кілометрів на південний захід від Кам'янського. Сусідні села: Прапор і Підгірне. У селі бере початок балка Савранка.

## Історія
Згідно Історії міст і сіл Української РСР закріпилась міфологічна версія про те, що документальна згадка про існування села Семенівка датована 1691 роком, коли капітан Нагорний віддав частину цього села «…надворной советнице Авдотье Семеновне Мироненковой…». Це на довгий час зробило село однім із найстаріших поселень краю. Проте за дослідженнями професора Віктора Заруби село засновано після казенної ревізії 1782 року, але до 1791.
Існує декілька версій утворення назви села, найімовірніша та найправдоподібніша пов'язана з родиною пана Лобинського (панський маєток зберігся на території села). Пан мав двох синів — Семена і Мирона, між якими він розділив село: по лівому березі річечки Савранки — Миронівка (Савранка), а по правому — Семенівка. Миронівка була центром Семенівської волості.
Станом на 1917 рік в обох селах налічувався 151 двір з населенням 797 осіб.
Під час організованого радянською владою Голодомору 1932—1933 років померло щонайменше 73 жителі села.
1938 року під час змін у адміністративно-територіальному устрої ці села об'єднали під однією назвою — Семенівка.

## Сучасність
У Семенівці діють середня загальноосвітня школа, дитячий садок, дільнича лікарня, будинок культури, бібліотека.
Працює декілька сільськогосподарських підприємств.

## Пам'ятки
- Національна пам'ятка архітектури  — Свято-Вознесенська церква (1823 р.) у Миронівці. Споруджено за проєктом губернського архітектора Миколи Насеткіна на честь перемоги у війні 1812 року. В цій церкві хрестили та відбувалося вінчання видатного дослідника та мецената Олександра Поля.
- Поблизу села розташований ландшафтний заказник загальнодержавного значення Вишневський.

## Населення

### Мова
Розподіл населення за рідною мовою за даними перепису 2001 року:
| Мова            | Відсоток |
| --------------- | -------- |
| українська      | 88,6 %   |
| російська       | 8,7 %    |
| інші/не вказали | 2,7 %    |

## Відомі люди
З селом пов'язані:
- Завгородній Сергій Олексійович (1908—1994) — український письменник, голова Дніпропетровської осередку спілки письменників у 1948—1960 та 1966—1968 роках[8].
- Завгородній Юрій Степанович (1940—2012) — український прозаїк, поет та перекладач
- Зозуля Андрій Лук'янович — радянський воїн, Герой Радянського Союзу
- Курята Іван Євгенович (1973—2014) — сержант, Міністерство внутрішніх справ України, учасник російсько-української війни (з 2014)
- Шевченко Іван Миколайович (нар. 1937) — український живописець.
- Лойко Миколай Юліанович (19.06.1981 - 21.11.2015) - солдат 72 ОМБр, учасник російсько-української війни